# Les super-vilains de Valley View
Les Bio-Teens : Forces spéciales
Les super-vilains de Valley View (The Villains of Valley View) est une série télévisée américaine en 39 épisodes créée par Chris Peterson et Bryan Moore et diffusée entre le 3 juin 2022 et le 1er décembre 2023 sur Disney Channel ainsi que sa version canadienne.
En France, la série est diffusée depuis le 3 janvier 2023 sur Disney Channel France.

## Synopsis
Quand Havoc, une jeune « super-méchante », refuse de courber l’échine face à la  « Ligue des Méchants » (League of Villains en VO), sa famille est obligée de changer d’identité et de déménager dans une banlieue résidentielle texane bien tranquille. Avec l’aide de Hartley, sa nouvelle voisine exubérante, l’adolescente qui se fait appeler Amy pour protéger son anonymat, va devoir dissimuler ses super-pouvoirs et réprimer sa méchanceté naturelle en faveur de quelque chose contre laquelle elle et le reste de sa famille se sont battus toute leur vie : être normal.

## Distribution

### Acteurs principaux
- Isabella Pappas (en) (VFB : Marie Braam) : Amy / Havoc
- Malachi Barton (VFB : Achille Dubois) : Colby / Flashform
- Reed Horstmann (VFB : Damien Locqueneux) : Jake / Chaos
- Kayden Muller-Janssen (VFB : Aaricia Dubois) : Hartley
- James Patrick Stuart (VFB : Michelangelo Marchese) : Vic / Kraniac
- Lucy Davis (VFB : Guylaine Gibert) : Eva / Surge

### Acteurs récurrents
- Patricia Belcher (VFB : Nathalie Hons) : Celia
- Mariah Iman Wilson (VFB : Prunelle Rulens) : Starling
- Alec Mapa (VFB : Alessandro Bevilacqua) : Mr Tennyson
- Harrison White (VFB : Jean-Michel Vovk) : Robert
- Isaiah C. Morgan (VFB : Maxym Anciaux) : Milo
- Steve Blum : Onyx
- Kai Moya : Declan / Oculon
- Giselle Torres : Gem

## Production

### Développement
La série est créée le 10 décembre 2021 sous le titre de Meet the Mayhems.
La série a été créée par Chris Peterson et Bryan Moore, qui sont également producteurs exécutifs et showrunners.
Le 28 avril 2022, il a été annoncé que la série sous le nouveau titre de The Villains of Valley View serait présentée le 3 juin 2022.
Le 23 août 2022, la série a été renouvelée pour une deuxième saison.
La deuxième saison sera diffusée à partir du 15 juin 2023 sur Disney Channel.
Le 2 octobre 2024, il a été confirmé que la série était annulée après deux saisons.

### Fiche technique
Sauf indication contraire, les informations mentionnées dans cette section peuvent être confirmées par la base de données cinématographiques IMDb,  présente dans la section « Liens externes ».
- Titre original : The Villains of Valley View
- Titre français : Les Super-Vilains de Valley View
- Création : Chris Peterson et Bryan Moore
- Réalisation : Jody Margolin Hahn, Victor Gonzalez, Guy Distad, Trevor Kirschner, Danielle Fishel, Robbie Countryman, Monica Marie Contreras et Bryan McKenzie
- Scénario : Chris Peterson & Bryan Moore, LaTonya Croff, Omar Ponce, Kenny Byerly, Ken Blankstein, Christine Zander, Nick Rossitto & Patrice Asuncion, Vanessa Mancos, Erika Kaestle et Rick Devine
- Musique :
  - Compositeur(s) : Kenneth Burgomaster
- Production :
  - Producteur(s) : Kenny Byerly
  - Producteur(s) exécutive(s) : Chris Peterson and Bryan Moore
  - Société(s) de production : Disney Channel, It's a Laugh Productions
- Pays d'origine :  États-Unis
- Langue d'origine : Anglais
- Format :
  - Format image : 720p (HDTV)
  - Format audio : 5.1 surround sound
- Genre : Comédie
- Durée : 22-24 minutes
- Date de première diffusion :
  - 3 juin 2022 sur Disney Channel
  - 3 janvier 2023 sur Disney Channel France[7],[8]
- Classification : déconseillé aux moins de 7 ans

Version française
- Société de doublage : Dubbing Brothers Belgique
- Direction artistique : Delphine Moriau
- Adaptation des dialogues : Adèle Rousseaux, Caroline Vandjour

## Épisodes
| Saison | Saison | Épisodes | États-Unis   | États-Unis        |
| Saison | Saison | Épisodes | Début        | Fin               |
| ------ | ------ | -------- | ------------ | ----------------- |
|        | 1      | 20       | 3 juin 2022  | 2 décembre 2022   |
|        | 2      | 19       | 15 juin 2023 | 1er décembre 2023 |

### Première saison (2022)
| No   | #    | Titre français                                | Titre original,                     | Diffusion originale | Code prod. |
| ---- | ---- | --------------------------------------------- | ----------------------------------- | ------------------- | ---------- |
| 1    | 1    | Une autre dimension                           | Finding Another Dimension           | 3 juin 2022         | 101        |
| 2    | 2    | Ne faire confiance à personne                 | Trust No One                        | 3 juin 2022         | 102        |
| 3    | 3    | Devenir un super-vilain                       | The Villain Experience              | 10 juin 2022        | 103        |
| 4    | 4    | Ceintures, taureau et superfans !             | Belts, Bulls & Superfans            | 17 juin 2022        | 105        |
| 5    | 5    | La Convention de super héros !                | ColossaCon!                         | 24 juin 2022        | 104        |
| 6    | 6    | Super-secrets                                 | Super Secrets                       | 1er juillet 2022    | 107        |
| 7    | 7    | La Méthode Havoc                              | A Little Havoc                      | 8 juillet 2022      | 106        |
| 8    | 8    | Le Clone de Jake                              | The Two Jakes                       | 15 juillet 2022     | 108        |
| 9    | 9    | Bataille pour mon frère                       | Battle for My Brother               | 22 juillet 2022     | 109        |
| 10   | 10   | Chaos et loyauté                              | Unleash the Chaos                   | 29 juillet 2022     | 110        |
| 11   | 11   | La Fête d'Halloween                           | Havoc-ween                          | 2 octobre 2022      | 111        |
| 12   | 12   | Confrontation au rassemblement                | Showdown at the Round Up            | 7 octobre 2022      | 112        |
| 13   | 13   | Ami ou ennemi                                 | Friend or Foe                       | 14 octobre 2022     | 113        |
| 14   | 14   | Fioles et tribulations                        | Vials and Tribulations              | 21 octobre 2022     | 114        |
| 15   | 15   | Un super-héros à Valley View                  | A Superhero in Valley View          | 28 octobre 2022     | 115        |
| 16   | 16   | Le concours de musique                        | We Don't Care                       | 4 novembre 2022     | 117        |
| 17   | 17   | Énergie négative                              | Bad Energy                          | 11 novembre 2022    | 116        |
| 1819 | 1819 | Sans issue : 1re partieSans issue : 2e partie | No Escape: Part INo Escape: Part II | 18 novembre 2022    | 118119     |
| 20   | 20   | Comment les super-vilains ont volé Noël       | How the Villains Stole Christmas    | 2 décembre 2022     | 120        |

### Deuxième saison (2023)
| No   | #  | Titre français            | Titre original,                                       | Diffusion originale | Code prod. |
| ---- | -- | ------------------------- | ----------------------------------------------------- | ------------------- | ---------- |
| 2122 | 12 | Titre en français inconnu | Villain Number One: Part IVillain Number One: Part II | 15 juin 2023        | 201202     |
| 23   | 3  | Titre en français inconnu | Power Hungry                                          | 23 juin 2023        | 203        |
| 24   | 4  | Titre en français inconnu | Dojo Mojo                                             | 30 juin 2023        | 204        |
| 25   | 5  | Titre en français inconnu | Overnight Success                                     | 7 juillet 2023      | 205        |
| 26   | 6  | Titre en français inconnu | The Return                                            | 14 juillet 2023     | 206        |
| 27   | 7  | Titre en français inconnu | Vases, Volcanoes & the Green-Eyed Monster             | 21 juillet 2023     | 207        |
| 28   | 8  | Titre en français inconnu | Fired Up                                              | 28 juillet 2023     | 208        |
| 29   | 9  | Titre en français inconnu | The Scare                                             | 4 août 2023         | 209        |
| 30   | 10 | Titre en français inconnu | Family Secrets                                        | 11 août 2023        | 210        |
| 31   | 11 | Titre en français inconnu | Power Struggle                                        | 18 août 2023        | 211        |
| 32   | 12 | Titre en français inconnu | Hidden Hero                                           | 17 septembre 2023   | 212        |
| 33   | 13 | Titre en français inconnu | The Promposal                                         | 24 septembre 2023   | 213        |
| 34   | 14 | Titre en français inconnu | The Haunted Jukebox                                   | 29 septembre 2023   | 214        |
| 35   | 15 | Titre en français inconnu | Guitar Hero                                           | 8 octobre 2023      | 217        |
| 36   | 16 | Titre en français inconnu | Bad Influence                                         | 15 octobre 2023     | 219        |
| 37   | 17 | Titre en français inconnu | A Tale of Two Havocs                                  | 22 octobre 2023     | 215        |
| 38   | 18 | Titre en français inconnu | Party People                                          | 29 octobre 2023     | 218        |
| 39   | 19 | Titre en français inconnu | A Very Villain Christmas                              | 1er décembre 2023   | 216        |

## Audiences
| Saison | Épisodes | Lancement         | Lancement       | Fin de saison     | Fin de saison   |
| Saison | Épisodes | Date de diffusion | Téléspectateurs | Date de diffusion | Téléspectateurs |
| ------ | -------- | ----------------- | --------------- | ----------------- | --------------- |
| 1      | 20       | 3 juin 2022       | 310 000         | 2 décembre 2022   | 110 000         |
| 2      | 19       | 15 juin 2023      | 180 000         | 1er décembre 2023 | NC              |